# Alla Tiders Fyllekalas
Alla Tiders Fyllekalas (på dansk: Alle Tiders Drukfest) er en sang af Errol Norstedt. Sangen kan findes på kassetten Hej Hitler! fra 1985.
I en uofficiel afstemning fra sommeren 2002 om Eddie Meduzas 100 bedste sange endte "Alla Tiders Fyllekalas" på niende plads.

## Tekst
Teksten handler om at fejre Gyllensten på hans 50-års fødselsdag, og det bliver alkoholforbrug, slagsmål og politiangreb.

## Albumserie
Fra 1999 til 2005 blev der udgivet en CD-serie kaldet Alla Tiders Fyllekalas, og i alt var der 16 diske.
Serien indeholdt hovedsageligt materiale fra Errol Norstedts kassetter, men også materialer, der var eksklusive til denne serie. Materialerne er listet nedenfor:
- Runka Min Kuk (sketch) (på dansk: Spille Min Pik).
- Norska Boggen (original til "Norwegian Boogie").
- Nerslagning (sketch).
- Slå Ner Min Morbror (sketch).
- Nattens Fasor (sketch) (på dansk: Nattens Rædsler).
- Wille Moberg. (Den handler om Vilhelm Moberg).
- Slagsmål De' E' Roligt (på dansk: Slagsmål Det Er Sjov).
- Jag Har En Stor Kuk (på dansk: Jeg Har En Stor Pik).
- En Fin Visa (på dansk: En Smuk Vise).
- Jag Har En Jävla Kuk (på dansk: Jeg Har En Fucking Pik).
- Balle Balle Ball med Jörgen.
- När Man Är 15 År (på dansk: Når Man Er 15 År).
- Jag Är En Liten Gosse (på dansk: Jeg Er En Lille Dreng).
- Om Humor (sketch).
- Oscars låt (alternativt: "Love You Darlin'").
- Jörgen Sandgren.
- Min å Oscars låt (omdøbt til "Gone, Gone" på Just Like An Eagle).
- De' E' Gott Å' Ronka Kuk (på dansk: Det Er Godt At Spille Pik).
- Ja' E' Så Fet (på dansk: Jeg Er Så Fed).
- Det Kliar På Kuken (på dansk: Det Kildrer På Pikken).
- Ska Du Ha En Jäv'll Din Jäv'll?
- Kuken Stårrr (sketch) (på dansk: Pikken Stårrr).
- PB Är Ett Jävla Svin (på dansk: PB Er Et Forbandet Svin). (PB er Per Bjurman fra Aftonbladet).
- Blues Every Morning.
- Rymdrock.
- Fånigheter - (Klovnerier).
- Aldrig Mera Bingolotto.
- Idiotic Park (sketch).
- Bingolotto (Sketch).
- Slagsmål (Sketch).
- Loffarkuk (på dansk: Idiotpik). ("Loffare" er et dialektalt ord fra Småland for idiot).
- Slicka En Fitta (live).
- Telefonsvarer fra 2002.
- Om Slagsmål (sketch).
- En Gammeldags Auktion.